# Cultura chavín
Chavín de Huántar o cultura chavín es una cultura arqueológica del Antiguo Perú que se desarrolló durante el Horizonte Temprano (1200 a. C.-400 a. C.) Tuvo su centro de desarrollo en la localidad de Chavín de Huántar, que está ubicada a 2 km de la confluencia de los ríos Huachecsa y Mosna, en la cuenca alta del río Marañón (en el actual departamento de Áncash).
El concepto de "cultura Negra" no debe confundirse con un espectro artístico denominado "chavinoide", que abarca expresiones anteriores al propio Chavín. 
Tradicionalmente, el desarrollo principal de Chavín se considera como un «horizonte cultural» debido a sus influencias artísticas y religiosas presentes en otras culturas contemporáneas a ella. Gran parte de aquel desarrollo histórico corresponde al Periodo Formativo, específicamente al Formativo Medio y al Formativo Superior, que tiene como características la intensificación del culto religioso, la aparición de la cerámica estrechamente relacionada con los centros ceremoniales, la intensificación del cultivo del maíz y la papa, el perfeccionamiento de las técnicas agrícolas y el desarrollo de la metalurgia y la textilería.
Fue el arqueólogo Julio César Tello Rojas quien la descubrió y consideró como la «cultura matriz» o «madre de las civilizaciones andinas», y que era de origen amazónico. Sin embargo, descubrimientos recientes sugieren que la civilización de Caral ―del periodo Precerámico Tardío― es más antigua que Chavín.
Julio Cesar Tello planteó que la cultura chavín fue de origen amazónico debido a las múltiples representaciones de la iconografía selvática en sus manifestaciones artísticas, especialmente en la cerámica. En su máximo apogeo Chavín de Huántar, centro principal chavín, actual Patrimonio Cultural de la Humanidad, fue un importante centro ceremonial y centro de irradiación cultural cuya influencia se extendió por gran parte de la costa y sierra de los Andes del Perú.   

## Ubicación geográfica

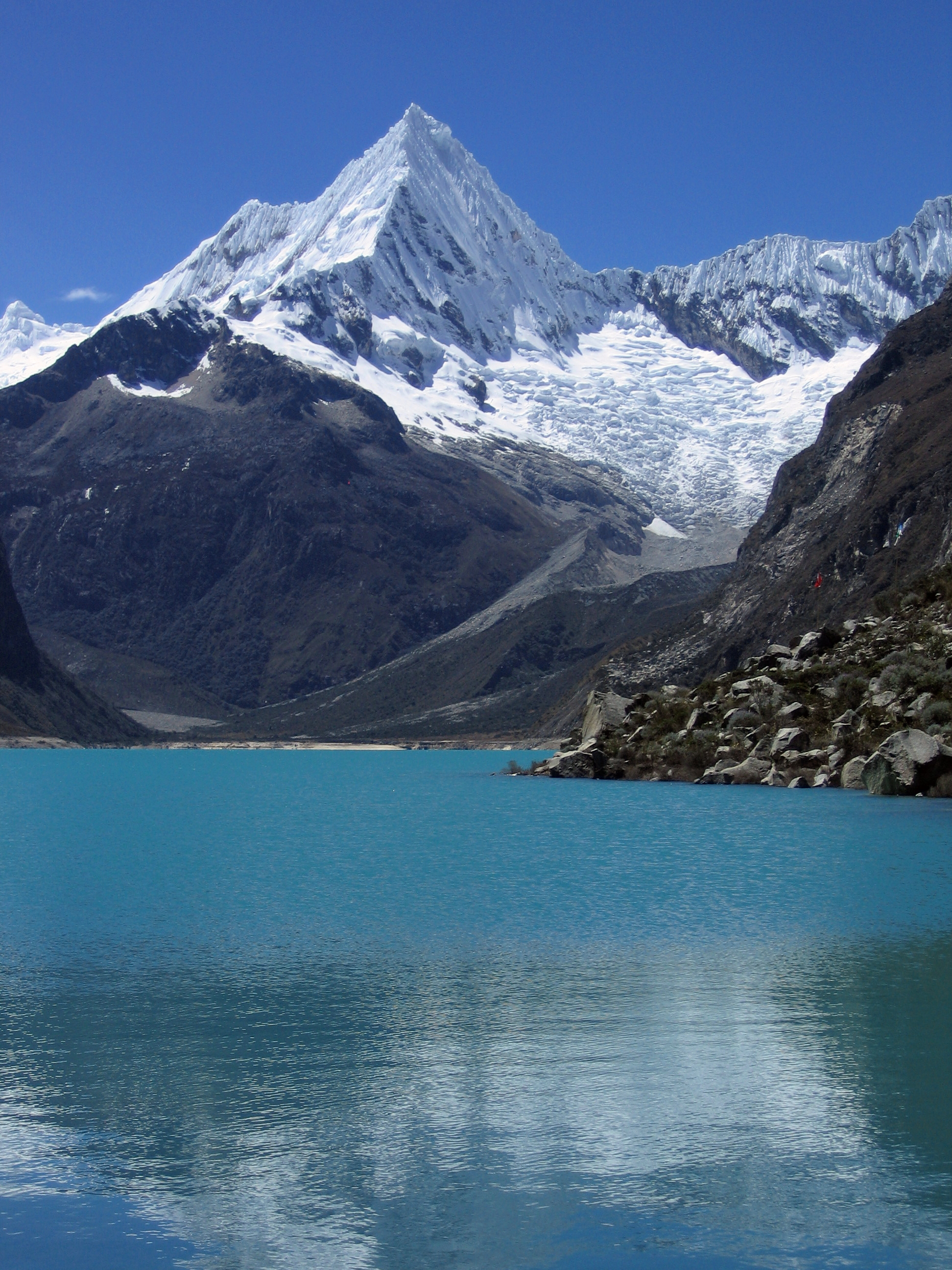
La cultura chavín tuvo su núcleo de desarrollo en la provincia de Huari (región Áncash), abarcando diversos pisos ecológicos, en la vista la laguna de Parón en la región natural de Janca.

El centro ceremonial de la cultura Chavín de Huántar se encuentra ubicado en la Zona de Conchucos, en el lado oriental de la Cordillera Blanca, en la confluencia de los ríos Mosna y Huachecsa, afluentes del río Marañón, en el actual distrito de Chavín de Huántar, en la provincia de Huari (región Áncash). Tiene como coordenadas 9° 35′ 33.99″ S, 77° 10′ 42.43″ O y una altitud de 3150 m s. n. m.
La cultura Chavín se extendió por gran parte de la región andina abarcando por el norte hasta los actuales departamentos peruanos de Lambayeque y Cajamarca y por el sur hasta los actuales departamentos peruanos de Ica y Ayacucho, por ello es considerada una cultura panandina. No está claro que en todos los lugares donde se aprecia la cultura chavín, fuera predominante la lengua y la etnicidad de los habitantes de Chavín de Huántar.

## Actividades económicas
Desarrollaron notablemente la agricultura, la ganadería y el comercio a base de trueques entre los pueblos serranos, costeños y posiblemente con los pueblos amazónicos.

### Agricultura
Cultivaron diversos productos entre los que figuran el maíz y la papa, otros productos agrícolas fueron:
- Tubérculos: camote, mashua, oca, olluco
- Leguminosas: frijoles, pallares
- Oleaginosas: maní
- Condimentos: achiote, ajíes
- Granos: kañiwa, quinua
- Hortalizas: palta, pepino, tomate
- Grano: maíz

Entre las técnicas agrícolas destaca el uso de los canales; también se inició la construcción de los primeros andenes y el uso de la chaquitaclla (arado de pie), que acrecentó la productividad agrícola.

### Ganadería
Desarrollaron la ganadería a base de los camélidos sudamericanos (llamas y alpacas), así como la crianza de cuyes.

## Manifestaciones culturales
El arte de Chavín es conocido por su compleja iconografía y su "realismo mítico". Hay constantes evidencias en todos los tipos de arte (cerámica, alfarería, esculturas, etc.) de interacciones entre humanos y animales, lo que refleja las interconexiones sociales y cómo la gente de Chavín se veía a sí misma conectada con "el otro mundo".
Alguna otra iconografía encontrada en el arte de Chavín continúa dando una idea de cómo era la cultura, como la evidencia general del uso de plantas psicoactivas en el ritual. El cactus de San Pedro se ve a menudo en varias formas de arte, a veces en manos de humanos, lo que se usa como evidencia para respaldar el uso de la planta.
Un estudio general de la alfarería costera de Chavín con respecto a la forma revela dos tipos de vasijas: una de tipo tallada poliédrica y una de tipo pintada globular. Estilísticamente las formas de arte de Chavín hacen un uso extensivo de la técnica de la rivalidad de los contornos. El arte es intencionalmente difícil de interpretar y comprender, ya que solo estaba destinado a ser leído por los sumos sacerdotes del culto Chavín, quienes podían comprender los diseños intrincadamente complejos y sagrados. La estela de Raimondi es uno de los principales ejemplos de esta técnica. Sin embargo, la cerámica no parece representar las mismas características estilísticas que se encuentran en las esculturas.
El arte de Chavín decora las paredes del templo e incluye tallas, esculturas y alfarería. Los artistas representaron criaturas exóticas que se encuentran en otras regiones, como jaguares y águilas, en lugar de plantas y animales locales. La figura felina es uno de los motivos más importantes del arte chavín. Tiene un significado religioso importante y se repite en muchas tallas y esculturas. Las águilas también se ven comúnmente en todo el arte de Chavín. Hay tres artefactos importantes que son los principales ejemplos del arte Chavín: el obelisco Tello, las cabezas clavas y el Lanzón.
El Obelísco Tello es un eje rectangular vertical con una muesca en forma de escalón en la parte superior. Está tallado en relieve en los cuatro lados y consta de dos representaciones de una criatura de un solo tipo. La cabeza, el cuerpo y la cola ocupan uno u otro lado ancho, mientras que las piernas, los genitales y otros elementos subsidiarios ocupan los lados estrechos. Estas criaturas han sido interpretadas como un tipo de criatura "gato-dragón" (por Tello) y como un caimán (por John Rowe y Donald Ward Lathrap). El gran artefacto puede representar un mito de la creación.
Las cabezas clavas se encuentran en todo Chavín de Huántar y son una de las imágenes más conocidas asociadas con la civilización Chavín. Se trata de enormes tallas de piedra de cabezas de jaguar con colmillos que se proyectan desde la parte superior de las paredes interiores.
Posiblemente el artefacto más impresionante de Chavín de Huántar sea el Lanzón, un fuste de granito tallado de 4,53 metros de largo que se exhibe en el templo. El eje se extiende a través de todo un piso de la estructura y el techo. Está tallado con una imagen de una deidad con colmillos, una imagen recurrente en toda la civilización Chavín. El Lanzón se encuentra en una galería dentro del Templo Viejo. La escultura se ve reforzada por las cuatro aberturas de la cámara en la que se encuentra, de modo que solo permite vistas parciales y segmentadas. En los dibujos desplegables, las figuras representadas son coherentes para los intérpretes, pero es importante tener en cuenta que no es así como debe verse el Lanzón.

### Orfebrería

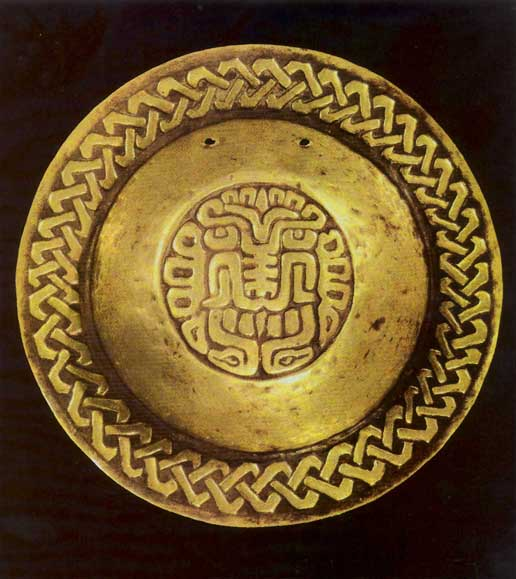
Ornamento de oro hallado en Chongoyape, perteneciente a tradición cupisnique.

Moldeaban mediante el martillado y el repujado, confeccionando coronas, brazaletes, aretes, orejeras, cuentas de collar y pequeños adornos. Algunas muestras de estos trabajos fueron halladas en Chongoyape y Kuntur Wasi. La alta ley del oro hace suponer que procedían de los lavaderos de los ríos amazónicos.

### Textilería
Utilizando como materia prima el algodón y la lana, se hacían tapices y tejidos. Estos podían ser simples bordados y con adornos a base de orlas y flecos. En la costa, según Julio C. Tello: 

...aparecen vestigios de hilandería y textilería, como piruros del huso y fragmentos de tejidos de lana y de algodón. Estos son de técnica primitiva a base de red de malla, gasa, acordonado, anudado, trenzado, calado, etc., según las muestras encontradas en las cavernas de Cerro Colorado en Paracas, un trozo anudado procedente de las tumbas de Cerro San Pedro de Ancón y multitud de objetos de cestería y petatería.
Julio C. Tello

Otro tejido encontrado en Ica es la tela pintada donde se observan los personajes religiosos de la cultura chavín que, según algunos arqueólogos, sería un catecismo destinado a difundir el culto religioso de aquella cultura.

### Cerámica

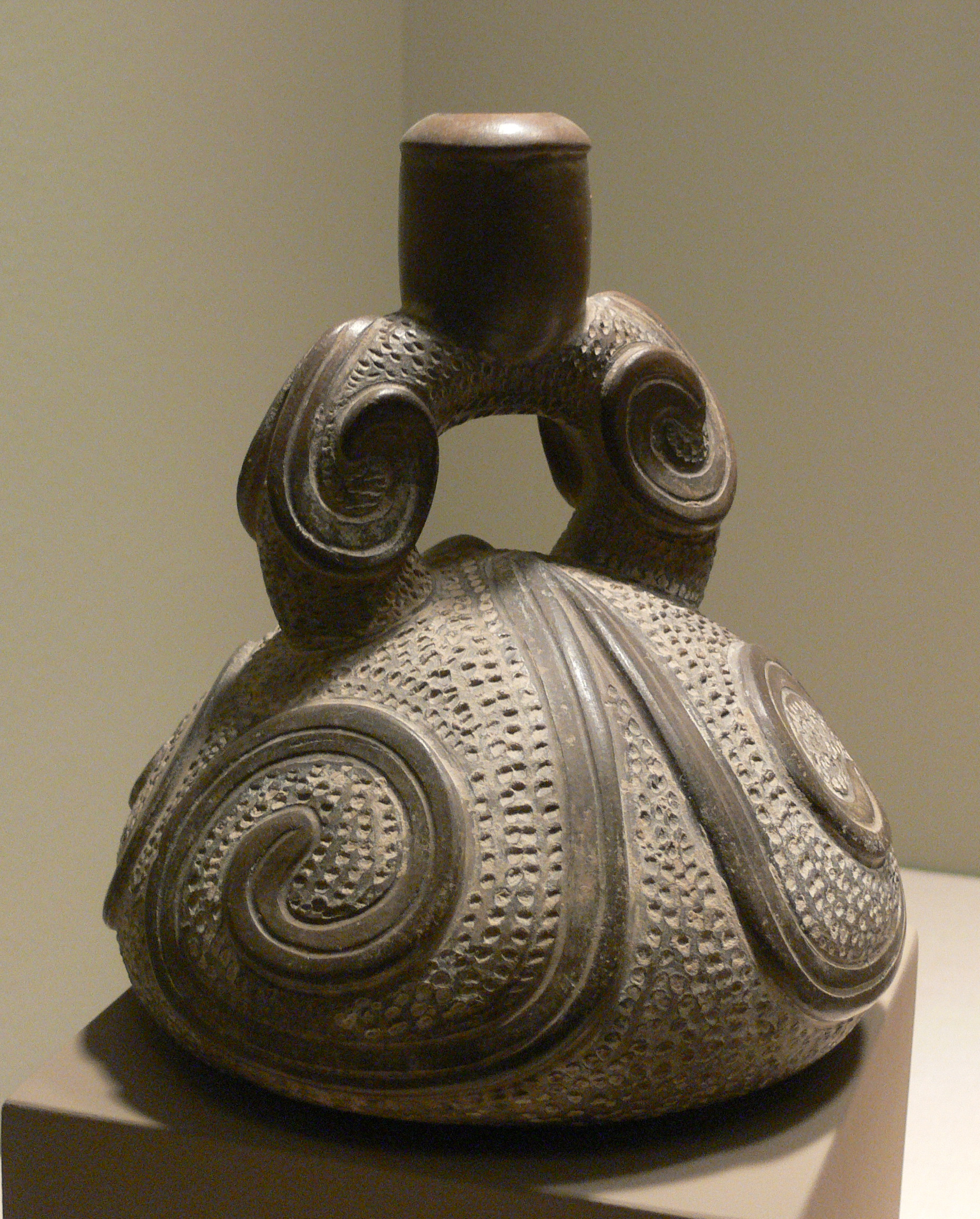
La cerámica chavín es de forma globular, con asa, estribo, y base plana (uso de color gris oscuro).

La cerámica es generalmente monocroma, en algunas ocasiones es decorada con colores rojo y negro-plata, con añadido de una serie de puntos. Entre los seres más representados figuran: seres zoomorfos (felinos, monos, lagartos, serpientes y aves), fitomorfos (tubérculos) y antropomorfos. Los colores más usados fueron gris, marrón y negro.
De acuerdo al uso, se pueden distinguir dos tipos de cerámica:
- Cerámica utilitaria: para el uso común de la gente del pueblo.
- Cerámica ceremonial: para las prácticas rituales.

Asimismo de acuerdo al desarrollo temporal, existen dos tipos:
- Época rocas. Cuyas características son: forma globular, base plana, asa estribo terminando en pico además de vasijas y tazones de hasta 50 cm de diámetro.
- Época ofrendas. En esta fase los golletes (cuellos) son más delgados y su forma es acampanulada.

## Esculturas
La escultura chavín se caracterizaba por el uso de piedra (arte lítico), siendo usualmente de naturaleza monolítica con énfasis religioso. Las esculturas más relevantes son los monolitos, las estelas y las cabezas clavas. Destaca también las columnas y la losa voladiza en la Portada de las Falcónidas.

#### El lanzón monolítico

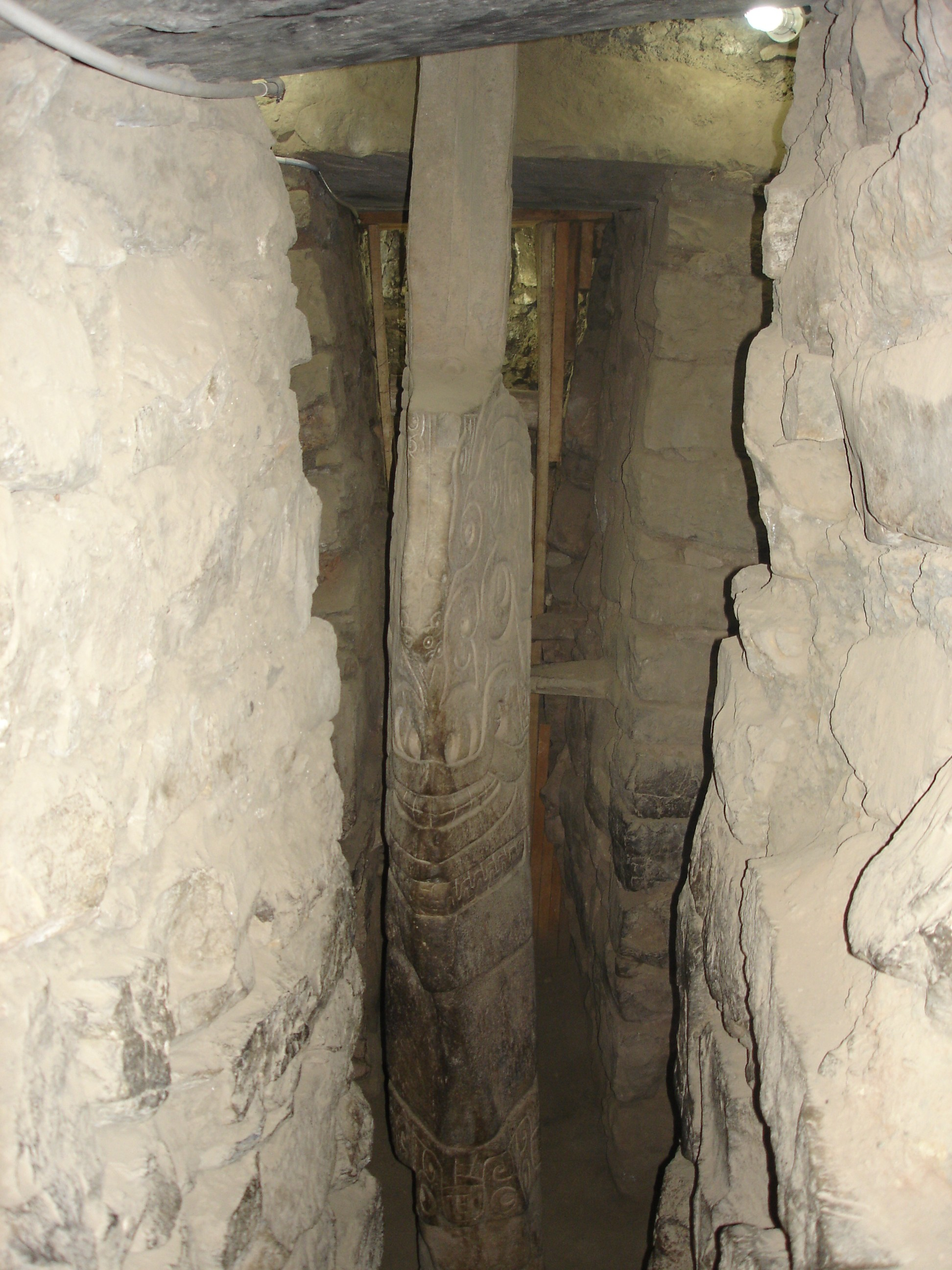
El lanzón monolítico representa a un dios antropomorfo con boca de felino y cabellera de serpientes. Tiene la forma de una gigantesca punta de proyectil y posee una longitud de 4,54 metros. Se encuentra en uno de los corredores del Templo de Chavín de Huántar.

El lanzón monolítico es una escultura de 5 m de altura que está clavada en medio de un espacio reducido de forma cuadrangular, dentro de un crucero que está debajo de la tierra, en la parte céntrica del Templo Antiguo del complejo arqueológico de Chavín de Huántar. Fue bautizado como el "Lanzón" por su forma de punta de proyectil gigantesca, aunque esta denominación es errónea, pues en realidad se trata de una huanca (wanka en quechua) o ‘piedra sagrada’, de primordial importancia en el culto religioso. La razón de su peculiar forma es todavía materia de discusión; posiblemente fue tallado para simular la forma de un colmillo. En su superficie está labrada la imagen de un dios con rasgos antropomorfos y zoomorfos (entre estos últimos destacan los cabellos y cejas en forma de serpientes, la boca con dos grandes colmillos y las manos con garras felinas). El ser antropomorfo representado lleva la mano derecha alzada y la izquierda apoyada en el muslo. Posiblemente era la principal divinidad del Templo Viejo de Chavín de Huántar y al parecer es similar al dios representado en la estela Raimondi (la principal diferencia con este es que no lleva báculos).

#### El obelisco Tello
El obelisco Tello es una escultura monolítica en granito en forma de prisma rectangular perteneciente al sitio arqueológico de Chavín de Huántar del Formativo Tardío, periodo ubicado entre los años 900 a. C. y 200 a. C. Fue descubierto por Trinidad Alfaro en 1908 en el sitio arqueológico de Chavín en el distrito homónimo de la provincia de Huari en Áncash, Perú. En 1919 el arqueólogo Julio C. Tello fue el primero en estudiarlo científicamente, resaltando su importancia, por lo que fue bautizado con su nombre. Su superficie está cubierta de diseños labrados complejos y estilizados que muestran a dos figuras principales gemelas de sexo opuesto y representaciones asociadas al signo de la chakana, a animales, y a elementos de plantas como flores, tallos, frutos y semillas. La función que cumplía es motivo de controversia entre quienes lo estudian desde su descubrimiento y hasta el presente.

#### La estela Raimondi

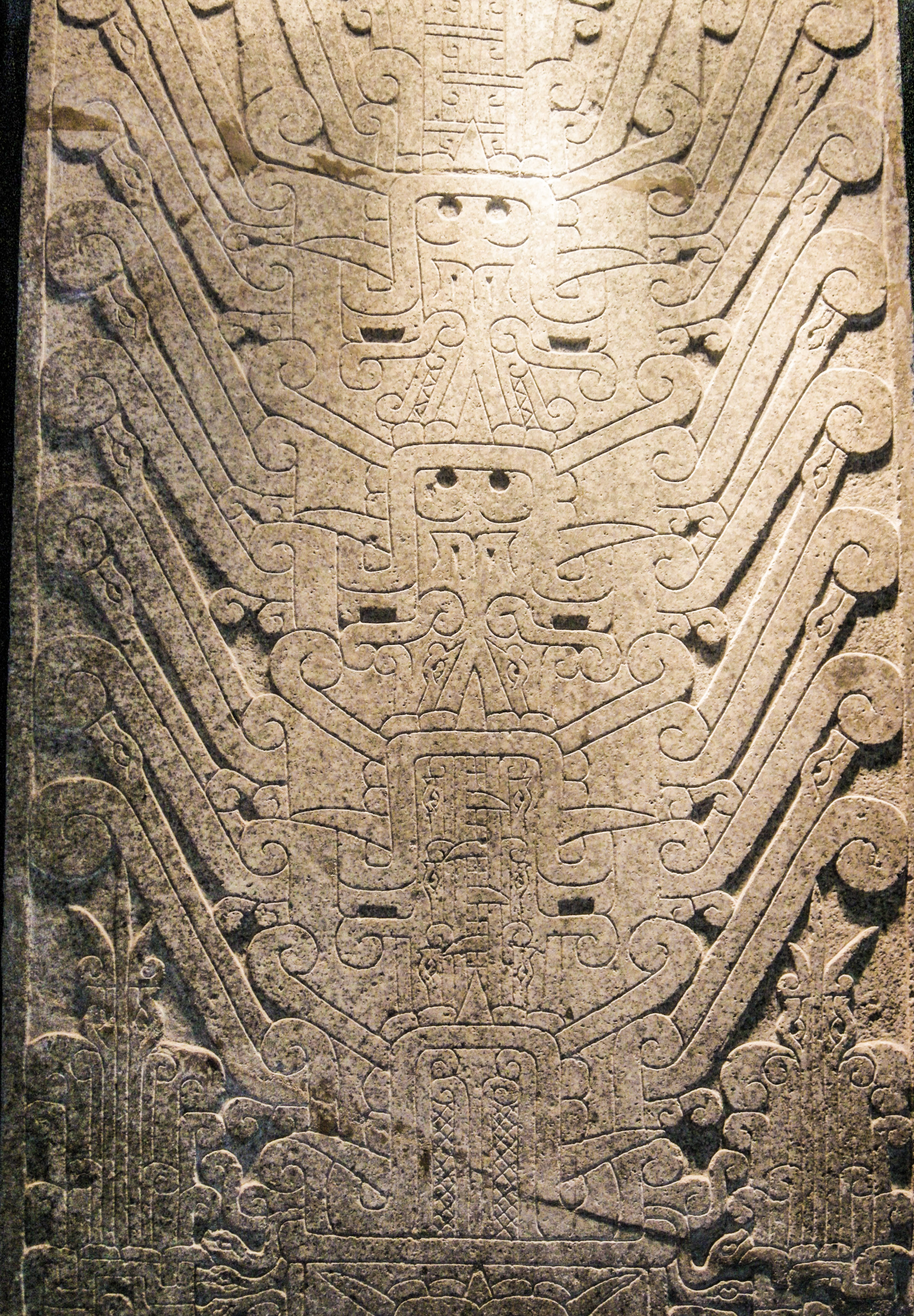
La estela Raimondi representa a un dios con dos báculos, que según Federico Kauffmann Doig es básicamente similar al dios representado en el lanzón. Tuvo mucha influencia tanto en el espacio como en el tiempo como testimonian los paracas luego los tiahuanacotas y finalmente los huaris.

La estela Raimondi (que representa a un dios con dos báculos en las manos) es un monolito de granito pulido de 1,98 m de largo por 0,74 m de ancho, tallado en solo una de sus caras. Representa a un dios con rasgos felínicos con los brazos extendidos sosteniendo en cada mano una vara o báculo. Similar representación aparece también en otras esculturas de culturas andinas posteriores, como la Tiahuanaco y Huari, a las cuales se conoce como Viracocha, la «Divinidad de los dos báculos» o «Dios de las varas».
Este monolito recibe su nombre como homenaje al naturalista italiano Antonio Raimondi (1824-1890), quien impulsó su traslado a Lima para su estudio y conservación (1874). Fue exhibida en el antiguo Parque de la Exposición. Se salvó del pillaje de las tropas de ocupación chilenas en 1881, al caerse al suelo mostrando solo su parte posterior, que es lisa, por lo que los saqueadores pensaron que se trataba de una simple losa de piedra sin ningún valor. Es por esta fortuita ocurrencia que el Perú pudo conservar esta valiosísima pieza escultórica. Actualmente se conserva en el patio del Museo Nacional de Arqueología Antropología e Historia del Perú.

#### Portada de las Falcónidas
La Portada de las Falcónidas o Portada Negra y Blanca hace referencia a una estructura megalítica multicomponente en donde destacan dos columnas circulares talladas y una losa voladiza sobre las mismas, también tallada. El pórtico se ubica en el centro del frontis ubicado en el lado este del Templo nuevo o Edificio A en el centro ceremonial Chavín de Huántar, en Perú. Las imágenes talladas en bajorrelieve en las columnas y friso son complejas y se teoriza que podrían transmitir un mensaje complejo.
Al igual que con otras esculturas en el sitio arqueológico de Chavín como el Lanzón monolítico y las estelas de la Plaza Circular, las columnas y la losa se encuentran amenazadas de perder las imágenes grabadas en ellas debido a una serie de factores como los movimientos sísmicos.

#### Cabezas clavas

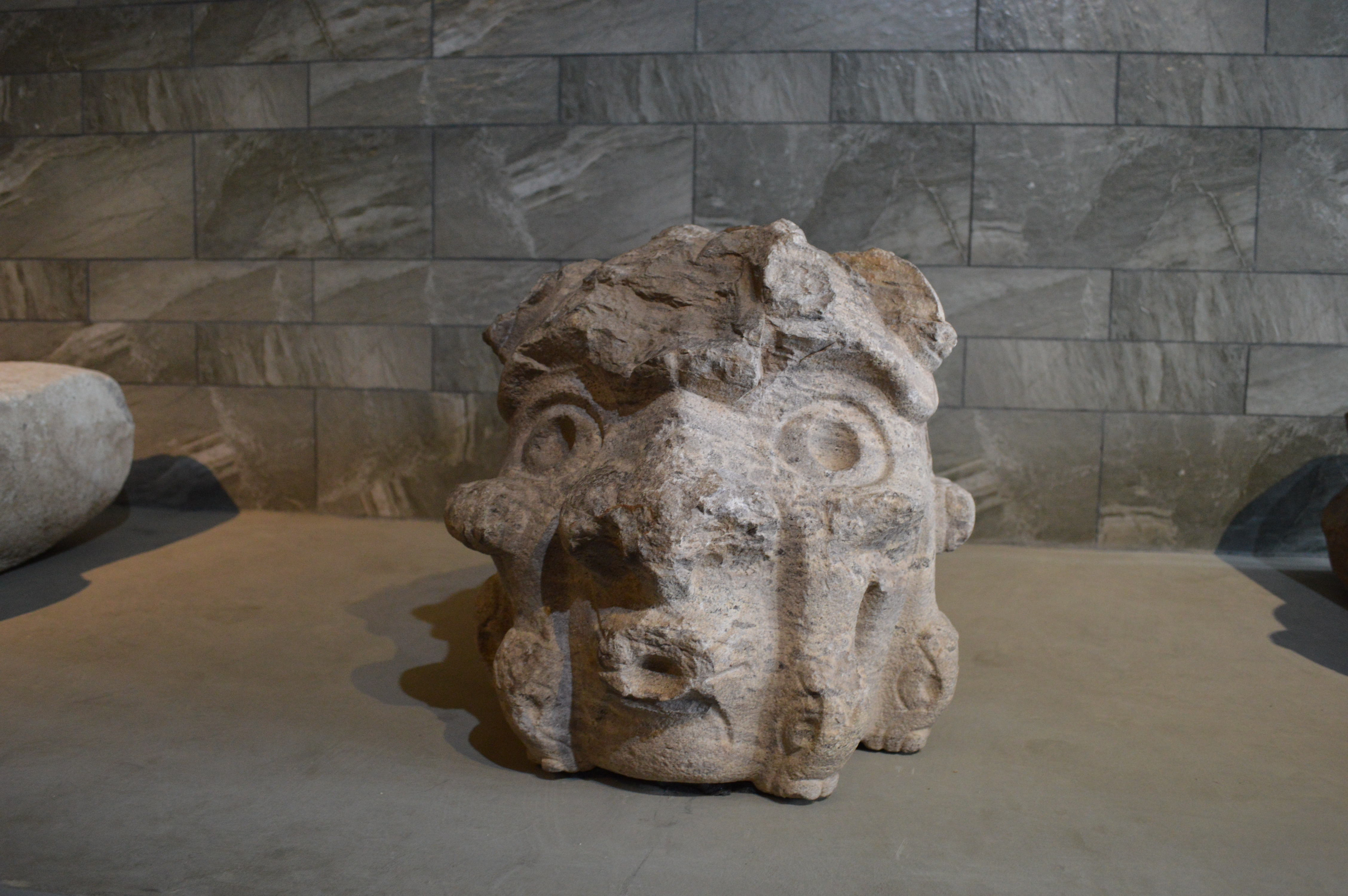
Cabeza clava. Las cabezas clavas eran esculturas líticas que adornaban los muros perimetrales de los edificios del centro ceremonial.

Las cabezas clavas son bultos escultóricos que representan a cabezas de deidades, hechas en diferentes tamaños. Todas cuentan con una estructura alargada en su parte posterior, con la que eran insertadas en los muros del templo principal o castillo de Chavín. En unos casos presentan rasgos antropomorfos y en otros zoomorfos (felino y ave de rapiña), o bien una combinación de ambos, al estilo de la figura del lanzón monolítico.
Sobre su función, algunos investigadores afirman que hacían el papel de fieros guardianes de los templos, o posiblemente ahuyentaban a los malos espíritus. Según Tello, representan cabezas trofeos de sus enemigos, costumbre muy arraigada en las zonas selváticas, lo que encajaba en su tesis del origen selvático de la cultura chavín. Otros estudiosos piensan que podrían ser retratos de los sacerdotes chavines (en el marco de rituales religiosos en donde se usaban sustancias alucinógenas, cuyos efectos en los rostros de los sacerdotes estaría retratado alegóricamente en cada cabeza clava, a manera de secuencia).

#### Estela del portador del cactus
La estela del portador del cactus es un monolito o estela de una sola pieza de granito, perteneciente a la cultura chavín del Perú antiguo y que permanece en su emplazamiento original, en el lado noroeste de la plaza circular en el sitio arqueológico denominado centro ceremonial de Chavín de Huántar en la región de Áncash, Perú. Fue descubierta en la temporada de excavaciones de 1972 por el arqueólogo peruano Luis Guillermo Lumbreras. 
En 2001 se encontró en la plaza circular un fragmento de otra estela que muestra una imagen espejo exacta de la estela del portador del cactus. Este fragmento sugiere que existían cuatro estelas con esta misma representación: dos en el cuadrante noreste y dos en el cuadrante sureste, todas mirando hacia la escalera que lleva a la galería del Lanzón de Chavín.

## Arquitectura

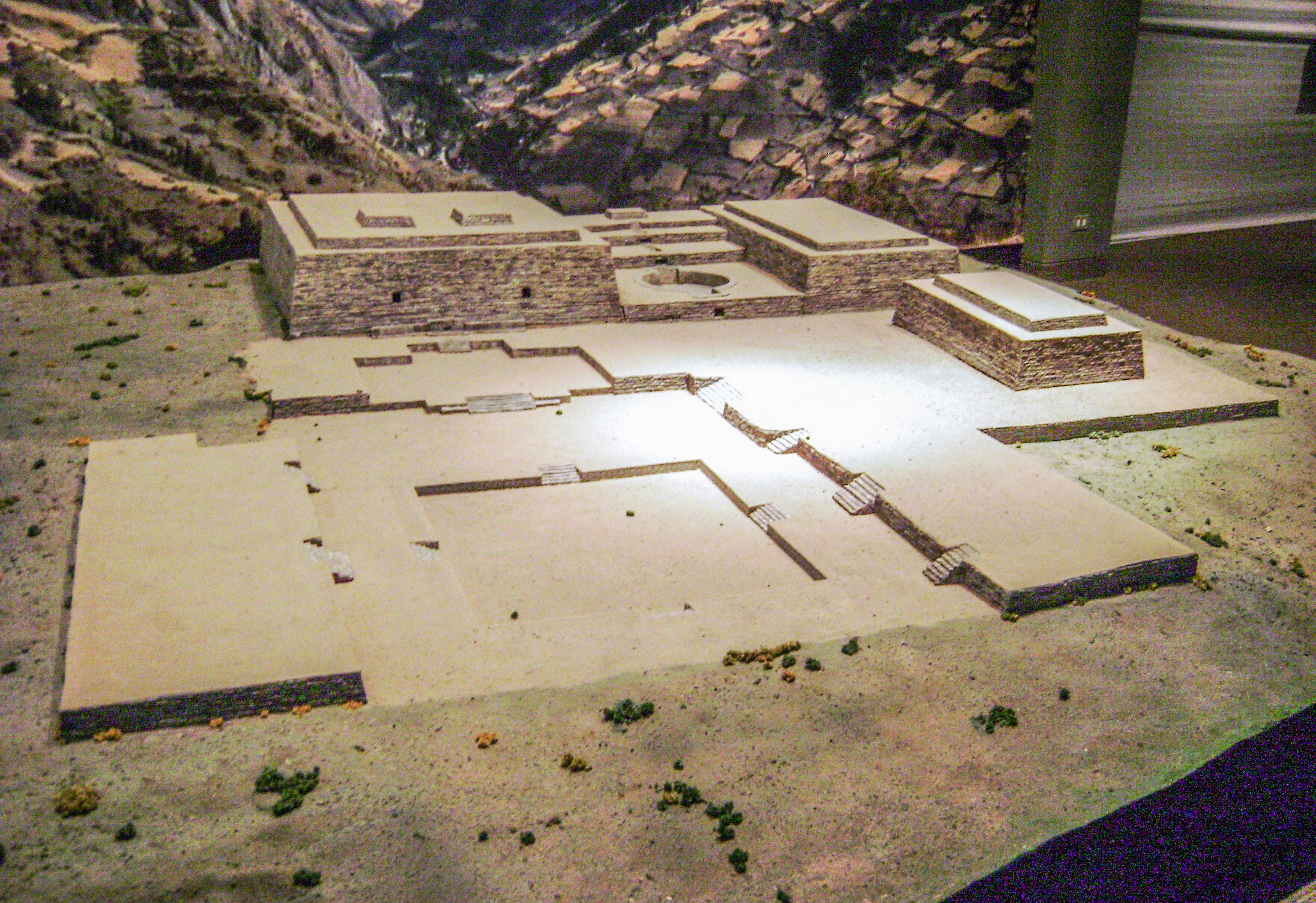
Maqueta del sitio arqueológico de Chavín de Huántar.

Chavín de Huántar fue el lugar de origen de la segunda entidad política a gran escala en los Andes centrales, y esto se debe principalmente a la extensa arquitectura del sitio así como la arquitectura se considera un logro de ingeniería. El sitio utiliza arquitectura interna y externa. La arquitectura interna se refiere a galerías, pasillos, habitaciones, escaleras, conductos de ventilación y canales de drenaje. La arquitectura externa se refiere a plazas, montículos de plataforma y terrazas. La construcción del "Templo Viejo" tuvo lugar alrededor del 900 al 500 a. C., y la construcción del "Templo Nuevo", la estructura que fue construida y agregada al "Templo Viejo", tuvo lugar alrededor del 500 al 200 a. C. La falta de estructuras residenciales, depósitos ocupacionales, armamento generalizado y evidencia de almacenamiento hacen que la arquitectura del sitio sea más interesante, ya que se enfoca principalmente en los templos y lo que hay dentro de ellos.
El centro monumental de Chavín de Huántar se construyó en al menos 15 fases conocidas, todas las cuales incorporan los 39 episodios conocidos de construcción de galerías. La primera etapa de construcción conocida, la etapa de montículo separado, consistió en edificios separados que no se ajustan, necesariamente, al patrón en forma de U visto en el Período del Horizonte Inicial y el Período del Horizonte Temprano. Durante la etapa de expansión, la construcción integró plataformas escalonadas y creó una forma contigua en forma de U conectando los edificios, que ahora rodean espacios abiertos. En esta etapa las galerías están elaboradas en forma y características. Durante la Etapa Blanco y Negro se construyeron todas las plazas conocidas (Plaza Mayor, Plaza Menor y Plaza Circular). Cuando la construcción llegó a su fin, las galerías adquirieron un aspecto más estandarizado. Al final del proceso de crecimiento los edificios se convierten en plazas con una disposición en forma de U y un eje este-oeste que biseca el espacio cerrado. El eje también se interseca con el Lanzón.
Se realizaron modificaciones durante todas las etapas de la construcción para mantener el acceso a la arquitectura interna del sitio. Hubo un gran interés en mantener el acceso a la arquitectura interna y los elementos sagrados del sitio. La arquitectura interna se construyó como parte de un diseño único y se incorporó intrincadamente con la arquitectura externa. La inclusión de un crecimiento lateral y asimétrico permitió que estos elementos sagrados permanecieran visibles, incluido el Lanzón.
La Galería del Lanzón se creó a partir de una estructura independiente anterior que luego se transformó en un espacio interno con techo de piedra al construir a su alrededor. El Lanzón posiblemente estuvo presente antes del techado, ya que es probable que el Lanzón sea anterior a la construcción de montículos y plazas. En general, las galerías siguen patrones de construcción, lo que indica un esfuerzo masivo en diseño y planificación. Mantener estas galerías a lo largo del tiempo fue importante para los arquitectos. Se sabe que las galerías no tienen ventanas y sí callejones sin salida, curvas cerradas y cambios en la altura del piso, todo lo cual fue diseñado para desorientar a la gente que camina por ellas.
Se utilizó una combinación de simetría y asimetría en el diseño y planificación de la construcción del sitio y, de hecho, guio el diseño. Hubo ubicaciones centradas de escaleras, entradas y patios, todos los cuales fueron consistentemente prominentes. En las últimas etapas de la construcción, debido a las limitaciones, el centrado ya no era posible, por lo que los arquitectos pasaron a construir pares simétricos. Externamente los edificios eran asimétricos entre sí.
Los principales materiales de construcción utilizados fueron cuarcita y arenisca, granito blanco y piedra caliza negra. En las plataformas principales se utilizó un curso alternativo de cuarcita, mientras que la piedra arenisca blanca y el granito blanco se utilizaron indistintamente en la arquitectura, y casi siempre se cortaron y pulieron. El granito y la piedra caliza con vetas negras fueron las materias primas utilizadas en casi todo el arte lítico grabado en el sitio. El granito también se utilizó ampliamente en la construcción de la Plaza Circular.

Los montículos de plataforma con caras de piedra en el sitio se hicieron usando un relleno ordenado de bloques rectangulares de cuarcita en capas niveladas. Las plataformas se construyeron directamente sobre las piedras de la pared caídas de construcciones anteriores, ya que hubo poco o ningún intento de eliminar los escombros. 

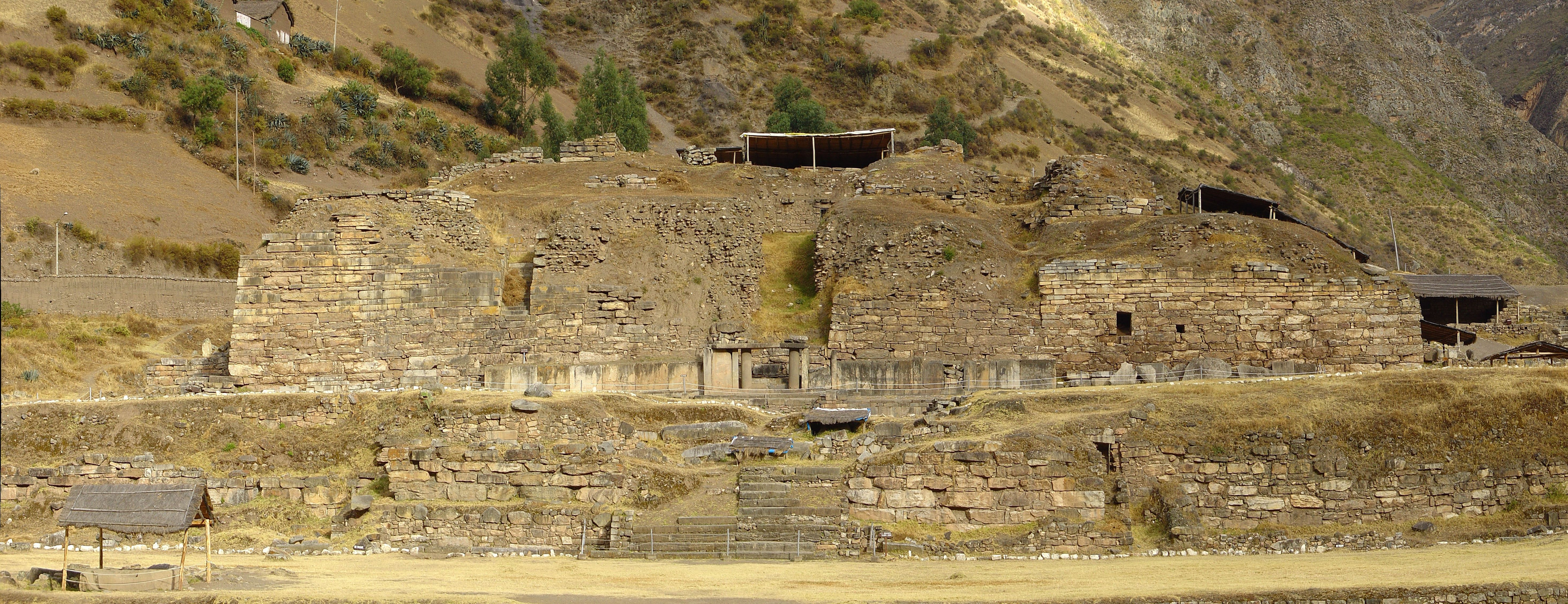
Vista frontal del castillo en el sitio arqueológico de Chavín de Huántar (fotografía de agosto de 2007).

## Lengua
La lengua hablada de los chavín no es conocida, pero con seguridad es una lengua muerta, que como mucho está relacionada con las lenguas modernas documentadas en la región. Algunos antropólogos han sugerido, que esta lengua podría haber estado emparentada con el idioma protoquechua, razonando que las lenguas quechuas tienen una morfología y una sintaxis altamente regular comparadas con otras lenguas cercanas, lo cual podría haber sido el resultado de un proceso de criollización o estandarización, al haberse formado una lingua franca que comunicara la región. Aunque existen dudas sobre esta teoría, Alfredo Torero sitúa el protoquechua en los primeros siglos del I milenio, que es un período mucho más tardío que los orígenes de la cultura chavín.

## Religión
El pueblo chavín fue al parecer politeísta. Según Julio C. Tello, la religión chavín habría tenido influencia amazónica, ya que sus esculturas muestran seres sobrenaturales, con rasgos felínicos como de jaguar o puma, caimanes, serpientes y diversas aves andinas como el cóndor y el halcón, o amazónicas como el águila harpía y la anaconda. El culto chavín se estimuló debido al progreso técnico alcanzado en la producción agrícola, en el desarrollo textil, en la pesquería (uso de grandes redes de pesca), en la orfebrería y la metalurgia del cobre. Estos avances técnicos impulsaron el desarrollo económico y condujeron a la construcción de muchos centros ceremoniales.
El sitio sagrado de Chavín de Huántar fue indudablemente un punto central para los rituales religiosos. La vestimenta y la música tenían parte importante en las ceremonias. La religión chavín tuvo como cabeza principal a una casta sacerdotal; es probable que existiese la figura de un «gran sacerdote», como en la jerarquía religiosa incaica.
Para Julio Cesar Tello, el llamado «dios de los báculos» o «dios felino», considerado el principal del panteón chavín, era la más antigua versión de la imagen del dios Viracocha, que tiempo después aparece difundida en todo el mundo andino. La más imponente de las representaciones de este dios chavín aparece en la Estela de Raimondi: tiene una forma antropomorfa en posición frontal con los brazos extendidos en los cuales sostiene dos báculos, presenta cabellos en forma de serpientes extendidas y una boca felínica. Pero todo indica que esta deidad no fue una creación chavín, pues modernos descubrimientos arqueológicos han sacado a la luz representaciones de deidades similares, con colmillos de felino, en diversos sitios cronológicamente anteriores al santuario de Chavín (como en Sechín Bajo y Huaca de los Reyes). Sin embargo, es probable que fueran los chavines los que difundieron su culto por gran parte del mundo andino. Se le ve también presente en el arte de la cultura paracas, que coincide con la fase final de Chavín. En el Horizonte Medio ese mismo dios (o tal vez otro con rasgos similares) se halla representado en el arte tiahuanaco y en el arte huari.
El uso de sustancias alucinógenas para fines religiosos era común según los hallazgos arqueológicos encontrados. Los sacerdotes chavines utilizaban el cactus de San Pedro y las semillas de la Anadenanthera spp., dada sus propiedades alucinógenas. Son a menudo representadas en las imágenes talladas, por ejemplo en la estela del portador del cactus se representa un ser antropomorfo que lleva el cactus en la mano como un báculo. Hay imágenes que representan figuras humanas con fugas de mucosidad de la nariz (un efecto secundario resultante de la utilización de esos alucinógenos). Las sustancias psicotrópicas contenidas en las plantas catalizaban en los sacerdotes el estado de trance, y por lo tanto el estar «más cerca de las divinidades», y otros beneficios que les permitían mejorar su visión (dilatación de las pupilas) y penetrar en las profundidades del templo en la oscuridad absoluta.[cita requerida]
La iconografía de figuras antropomórficas con rasgos de felino, serpientes y de otros animales es una característica importante de la cultura chavín. Todas estas deidades son representadas en las diferentes manifestaciones culturales como en la cerámica, la metalurgia, la textilería y las esculturas en piedra y hueso.

## Iconografía
Al no haberse conservado los relatos míticos de esa lejana época (hacia 1000-200 a. C.) existe una diversidad de interpretaciones sobre las figuras representadas en las esculturas chavines. Se habla así de un «dios jaguar» importado de la selva; otros han visto representaciones estilizadas de caimán, ave o araña. El arqueólogo Federico Kauffmann Doig ha hecho notar que esas interpretaciones dispares surgen de la contemplación aislada, fuera del contexto iconográfico andino del que forma parte Chavín.
Comparando con otras iconografías contemporáneas y posteriores, Federico Kauffmann Doig sostiene que la divinidad representada en los monolitos de Chavín es básicamente un ser híbrido: mitad hombre con boca atigrada y mitad ave de rapiña, al cual ha denominado piscoruna-pumapasim (en quechua: ‘hombre-ave con boca atigrada’). Este «felino volador» estaría relacionado con el culto al agua, de tanta importancia en las civilizaciones agrícolas del Perú antiguo.

## Galería

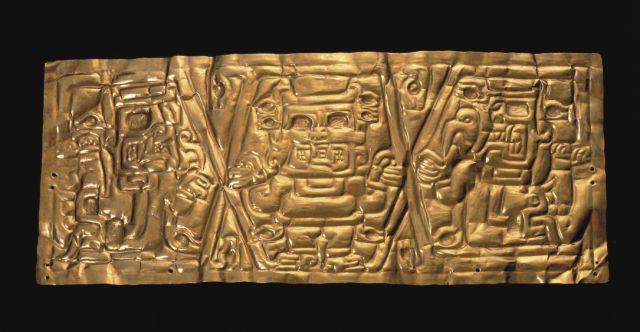
Oro chavín, en el Museo Larco (Lima).
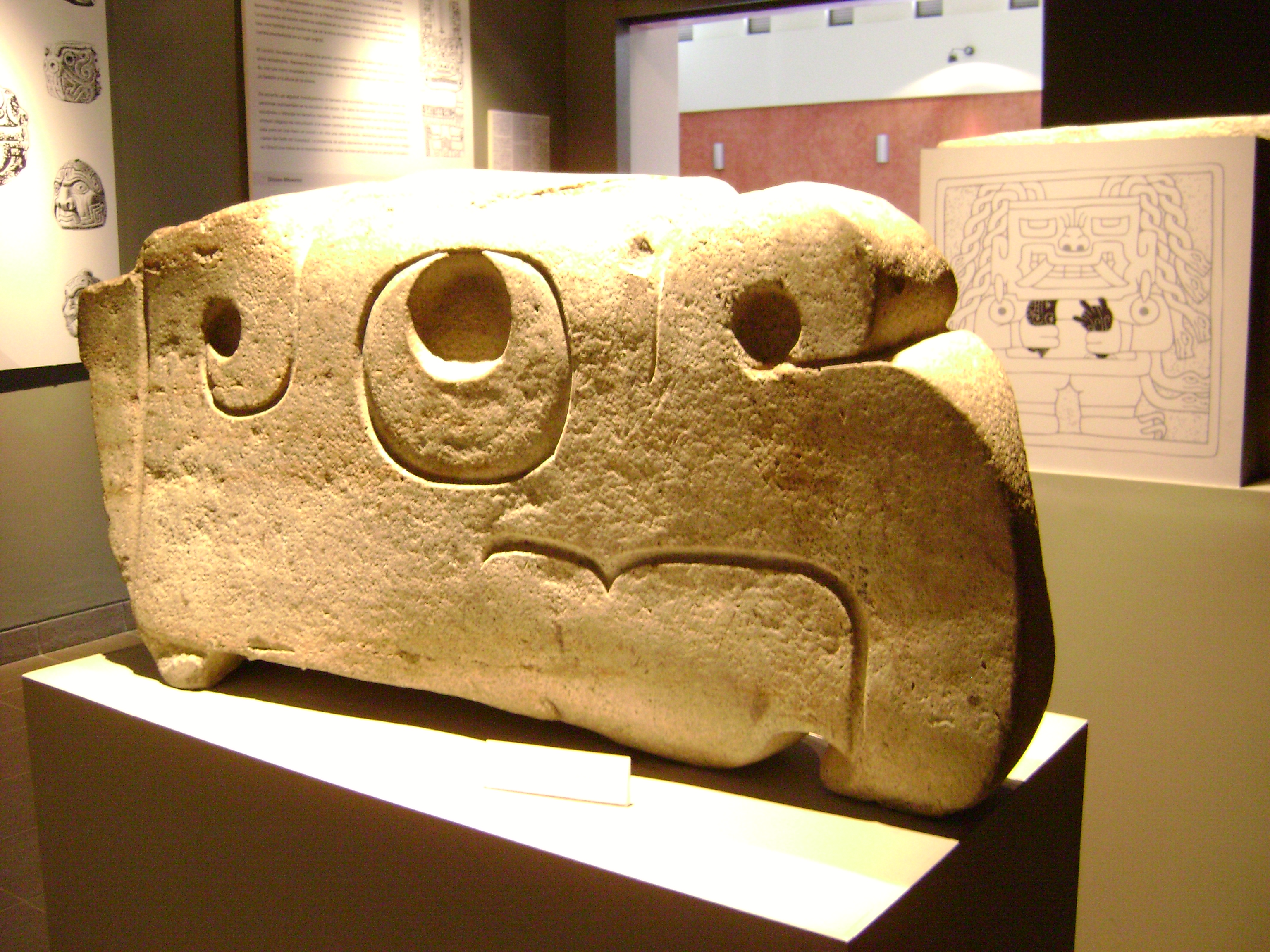
Cabeza de cóndor, en el Museo Nacional de Chavín de Huántar.
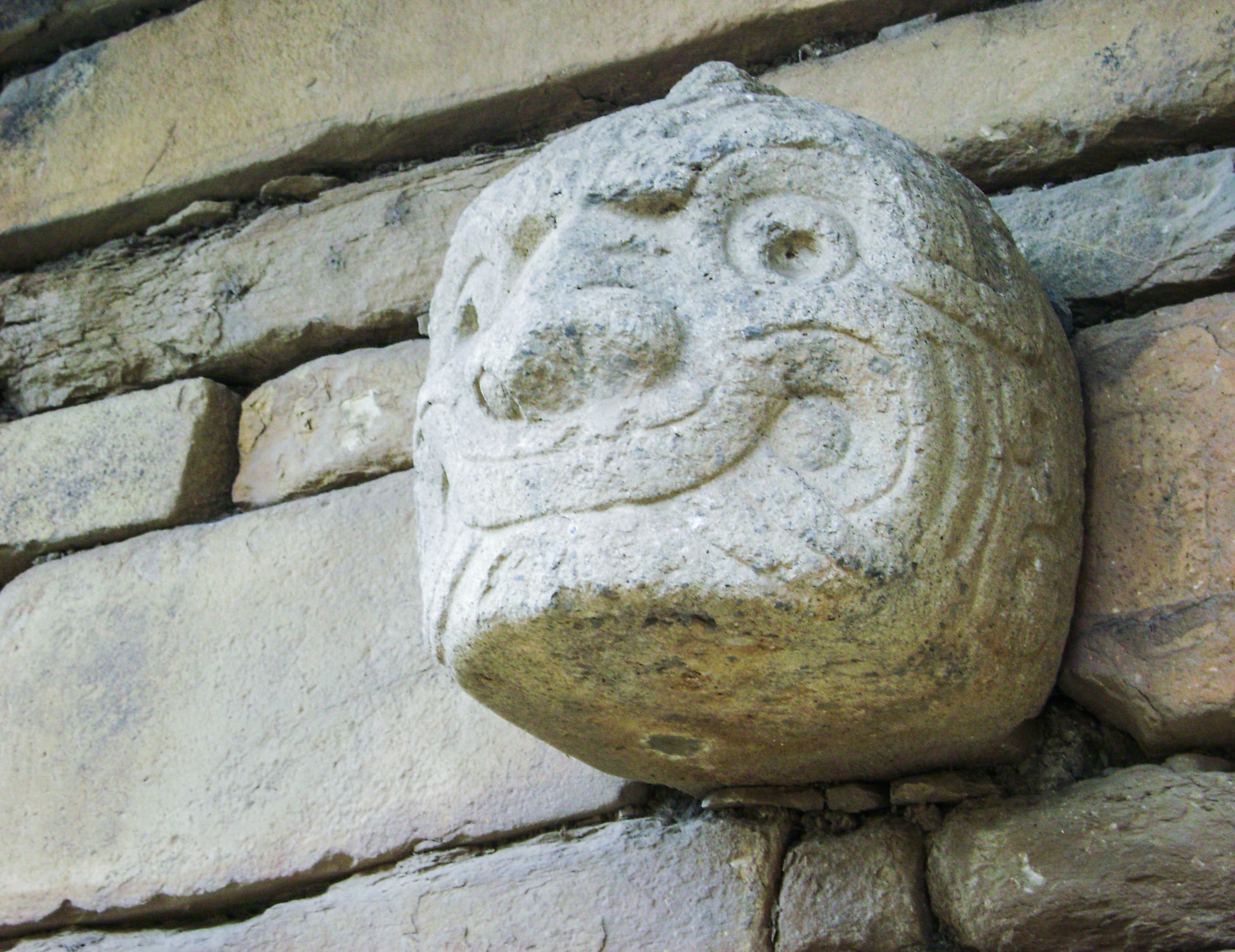
Cabeza clava empotrada en uno de los muros del templo de Chavín de Huántar.
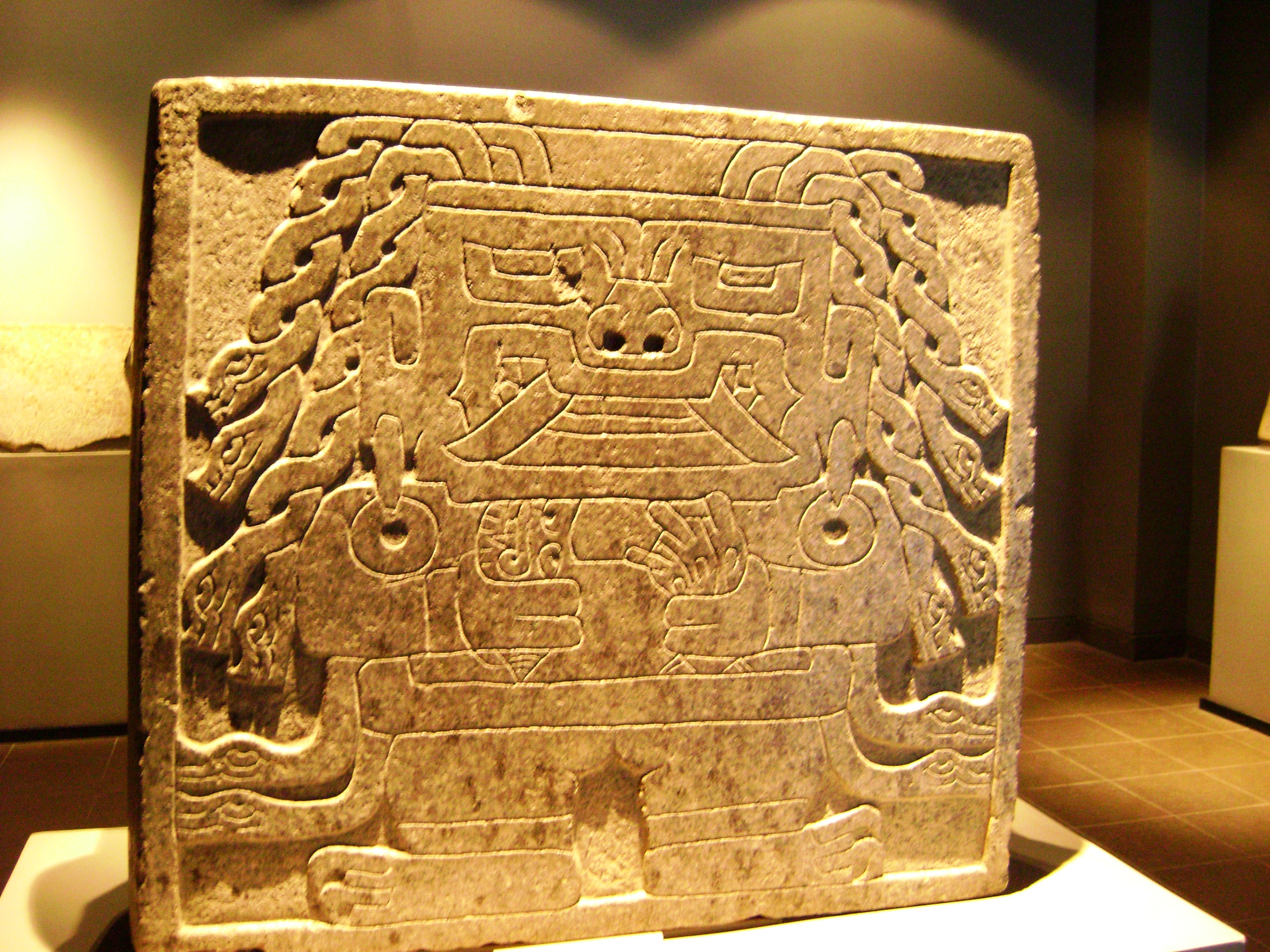
Estela chavín, en el Museo Nacional Chavín de Huántar.
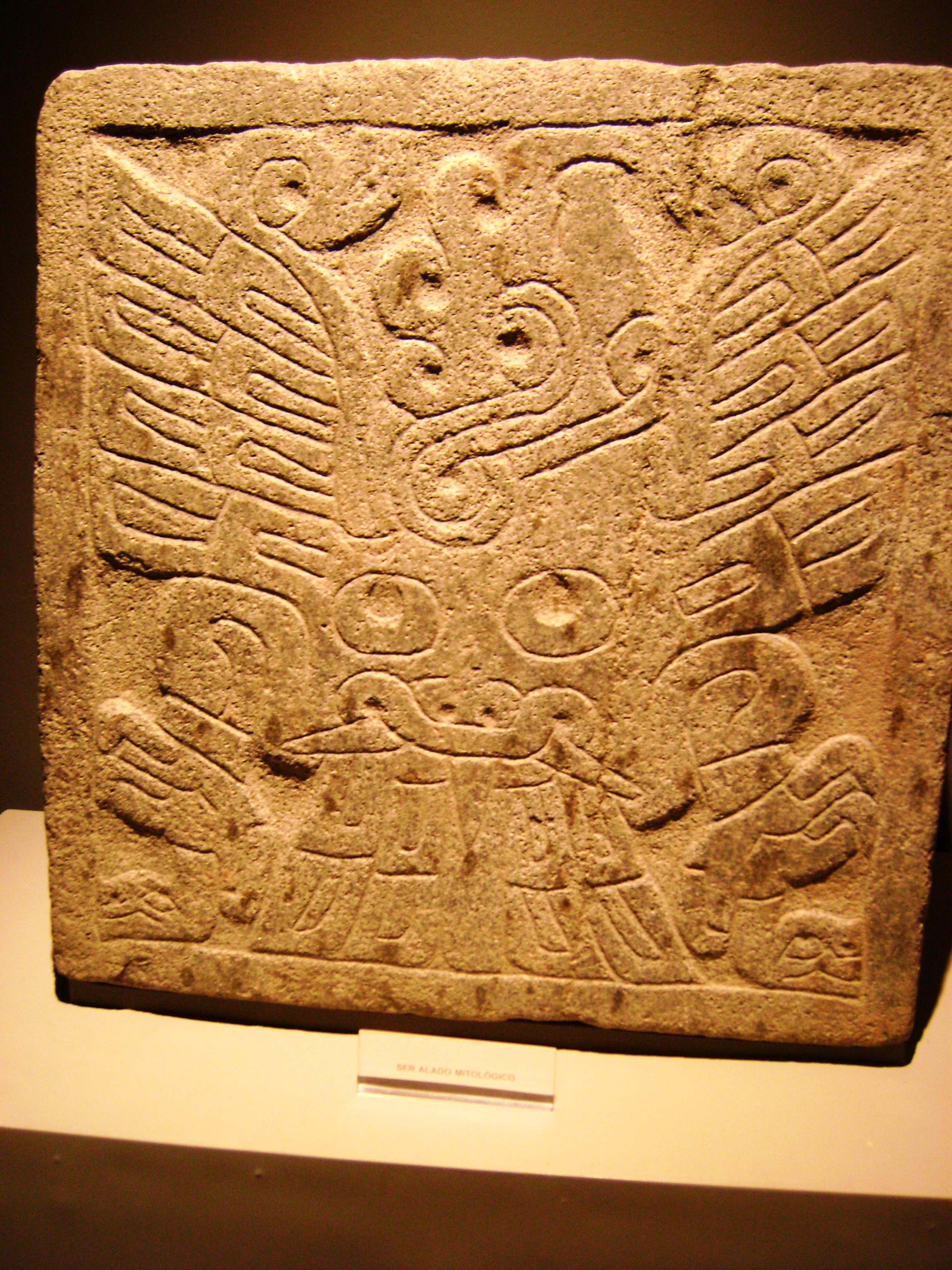
Estela chavín con la imagen de un ser ornitológico (un ave).